# Forces alternatives pour le renouveau et l'émergence
De Forces alternatives pour le renouveau et l'émergence (Nederlands: Alternatieve Krachten voor Hernieuwing en Opstanding, FARE) is een politieke partij in Mali die in 2013 werd opgericht. De partij wordt geleid door Soumana Mory Coulibaly.

## Geschiedenis
De FARE werd opgericht op 28 februari 2013 door oud-premier Modibo Sidibé Bij de presidentsverkiezingen van 2013 eindigde Sidibé als vierde met 5% van de stemmen. 
Bij de parlementsverkiezingen van 2013 kreeg de FARE 6 zetels en bij de parlementsverkiezingen van 2020 gingen al deze zetels verloren.